# HD 49396
HD 49396，又名CP-52 996，SAO 234693、HR 2513，是一颗恒星，视星等为6.57，位于銀經261.57，銀緯-22，其B1900.0坐标为赤經6h 43m 7.4s，赤緯-52° -22′ 39″。